# サム・パーキンス
サミュエル・パーキンス  (Samuel Perkins 1961年6月14日 - )は、アメリカ合衆国・ニューヨーク市ブルックリン区出身の元バスケットボール選手。NBAのシアトル・スーパーソニックスなどで活躍した。

## 来歴
ニューヨーク州の高校から1980年にノースカロライナ大学に進学。マイケル・ジョーダンやジェームズ・ウォージーらと共にプレーし、1982年にNCAAトーナメントで優勝を経験。更に1984年ロサンゼルスオリンピックの出場メンバーにも選出され、金メダルも獲得した。
現在でも "黄金ドラフト" として名高い1984年のNBAドラフトでは、ダラス・マーベリックスから全体4位という高評価を受けNBA入り。1990年までマーベリックスの主力として活躍した。
1990年オフにロサンゼルス・レイカーズに移籍。ノースカロライナ大学時代のチームメイトだったジェームズ・ウォージーと再びプレーすることになる。移籍1年目の1990-91シーズンにレイカーズはカンファレンス優勝を果たし、NBAファイナルは同じく大学時代のチームメイトだったマイケル・ジョーダン率いるシカゴ・ブルズとの対戦。しかし、全盛期を迎えつつあったブルズにレイカーズはなすすべなく1勝4敗で敗退。
1992-93シーズン途中に、シアトル・スーパーソニックスに移籍。1993-94シーズンはウェスタンカンファレンス1位で終えたものの、プレーオフ1回戦ではディケンベ・ムトンボ率いるデンバー・ナゲッツにまさかの敗戦。1995-96シーズンこそウェスタンカンファレンスを制してパーキンスは二度目のNBAファイナル出場となったが、前人未到の"72勝10敗"を記録したシカゴ・ブルズに、ソニックスは食い下がったものの2勝4敗で力尽きた。
1998-99シーズン、インディアナ・ペイサーズに移籍。翌1999-2000シーズン、ペイサーズはイースタンカンファレンスを制して、パーキンスは自身三度目のNBAファイナル出場になる。相手はパーキンスの古巣のロサンゼルス・レイカーズ。シャキール・オニールとコービー・ブライアントのコンビが噛み合ったレイカーズに、パーキンスもオニール相手に奮闘したものの、パーキンスにリック・スミッツ、デイル・デイヴィスのペテラン陣をもってしてもオニールの猛攻を食い止めることは出来ず、勝負が決した第6戦はスミッツがファウルアウトを喫するという幕切れで力尽きた。
翌2000-01シーズンは、スミッツが引退しデイヴィスが移籍した為に65試合出場で41試合に先発で起用されたが、2001年オフにペイサーズからの契約は更新されずに引退。パーキンスはNBAファイナル出場3回を誇りながらも、遂にNBAチャンピオンを経験することは出来なかった。

## 引退後
2008年にインディアナ・ペイサーズの選手人事部関連の副社長に就任、同年にはニューヨーク市のバスケットボール殿堂入りも果たした。